# Девапала
Девапала (*দেবপালের, невідомо —850) — махараджахіраджа у давній Індії у 810–850 роках, визначний політичний та військовий діяч.

## Життєпис
Походив з династії Пала. Син махараджихіраджи Дгармапали, після смерті якого у 810 році стає новим очільником імперії Пала. Успадкував від свого батька ворожнечу з державами гуджара-Пратіхара та Раштракутами. Втім спочатку не намагався кинути виклик цим імперіям. Спершу Девапала разом із своїм двоюрідним братом Джаяпалою вдерся до Камарупи (сучасний Ассам) й підкорив її. Згодом приєднав до своєї держави царство Уткалу (сучасний штат Орісса). Після цих успіхів вирішив зміцнити владу вздовж течії Гангу. Він заодно підкорив Каннаудж, згодом держави ефталітів в Уттарпатхі, Хаса, Камбоджа (території Пенджабу, Кашміру, північного Афганістану).
Слід за цим у 830-х роках розпочалася війна Девапали з царями Пратіхари — Рамабхадрою та Міґіра Бходжею I, з яких Девапала вийшов переможцем, змусивши визнати свою гегемонію у північному Індостані. Слід за цим завдав поразки махараджихіраджи Амогхаварши I з династії Раштракутів, приєднавши володіння вздовж Бенгальської затоки (більшу частину сучасного штату Андхра-Прадеш).
Водночас з військовими та політичнии успіхами Девапала продовжував політику свого батька щодо зміцнення буддизму не лише всередині імперії, а й поза нею. Підтримувалися буддистські громади та монастирі на Яві, Суматрі, Малайському півострові, Ланці (Шрі-Ланка), Непалі, сучасній М'янмі. Водночас зростав культурний вплив Імперії Пала на сусідні держави. Після смерті Девапали у 850 році владу отримав його син Махендрапала.